# Jean-Louis Lanoux
 (janvier 2023).
Si vous disposez d'ouvrages ou d'articles de référence ou si vous connaissez des sites web de qualité traitant du thème abordé ici, merci de compléter l'article en donnant les références utiles à sa vérifiabilité et en les liant à la section « Notes et références ».
Pour les articles homonymes, voir Lanoux (homonymie).
Jean-Louis Lanoux est un écrivain et libraire français.

## Activité
Jean-Louis Lanoux collabore régulièrement aux revues qui traitent de l'Art brut. Il a publié de nombreux articles notamment sur Slavko Kopač, Constant, Philippe Dereux, Chomo, Michel Macréau, Joseph Barbiero, A.C.M., Pierre Petit, Roland C. Wilkie, Andy Mac Donald, Simone Le Carré-Galimard. 
Il est l'auteur de préfaces pour des catalogues d'expositions : Gaston Chaissac, Anselme Boix-Vives et de textes pour des ouvrages collectifs : Bill Anhang, Fernand Desmoulin, Alexandre Lobanov, Janko  Domsic, Richard Greaves, Unica Zürn
Pendant 10 ans (2005-2015), il a animé avec son épouse Catherine Edelman le blogue animula vagula  sur le thème des rives et dérives de l'art brut.
Depuis, ils ont créé un nouveau blogue, l’Internationale interstiCielle, consacré à la découverte et à la célébration des phénomènes de l’interstice azimuté soit : de la bellezza aux petites horreurs

## Principales publications
- Chomo l'été, Chomo l'hiver (1987)
- Joseph Barbiero, l'itinéraire volcanique d'un Gaulois vénitien dans la revue Plein-Chant (n° 51, 1992)
- Silence et flux dans l'œuvre de Michel Macréau (1995)
- Fleury Joseph Crépin, Ombre et soleil (1999)
- « Notices » pour abcd, une collection d’art brut (2000)
- Bill Anhang ou les intermittences de l'esprit (2001)
- Fernand Desmoulin, medium de lui-même (2002)
- Alexandre Lobanov, un peintre à l'affût (2003)
- Sirènes automatiques, sur l’automatisme mental dans l’art brut (2005)
- Pantins et Pentacles, l’Apocalypse selon Domsic (2005)
- Pensées d'outre chemin dans Richard Greaves, anarchitecte (2005)
- When Meaning Falters dans le catalogue de l'exposition Art brut abcd à Prague (2006)
- Lire Unica Zürn : la contagion du vide dans le catalogue de l'exposition Unica Zürn à la Halle St Pierre, Paris (2006)
- Les Prodiges du fil dans le catalogue de l'exposition Montreuil, California à la Galerie abcd, Montreuil (2007)
- Giovanni Bosco au cœur de l'art brut (janvier 2009)
- Pierre Darcel, un rêve de nacre (septembre 2009)
- Art brut, la nouvelle vague japonaise dans le catalogue de l'exposition Art brut japonais à la Halle St Pierre (2010)
- Gabriel Albert dans l'ambre du temps (mars 2010)
- Loïc Lucas, brodeur du vivant dans le catalogue de la Galerie Christian Berst (juin 2010)
- La Résurrection des pierres : l'œuvre de Marcel Landreau sort de l'ombre (novembre 2010)
- L'Art brut in Zanderland dans le catalogue de l'exposition Sous le vent de l'art brut : Collection Charlotte Zander à la Halle St Pierre (2011)
- Premier contact avec Giovanni Bosco : Préambule du catalogue de la Galerie Christian Berst (mars 2011)
- Le père Chave dans le n°24 de la revue Area sur Art, Folie et alentours (printemps 2011)
- Giovanni Bosco ou le sourire d'un monde fragmenté  et Richard Greaves, bâtisseur de l'oblique : 2 articles dans le n°119 de la revue 303 sur l'art brut, l'art outsider et l'art modeste (février 2012)
- Fanzines brut-attitude, dans l'ouvrage consacré aux fanzines par le Musée de la Création Franche en 2014
- De l’échosystème formel dans l’art brut, dans le catalogue 2015 de l'association abcd
- A.C.M. Visite aux cités oxydées, dans L'Œuf sauvage (2015)
- Avec Chomo dans la tranchée des rêves. Catalogue Retrospective de la Fabuloserie (2015).

### Revues
- L'Œuf sauvage